# Liste der Monuments historiques in Prémierfait
Die Liste der Monuments historiques in Prémierfait führt die Monuments historiques in der französischen Gemeinde Prémierfait auf.

## Liste der Immobilien
| Bezeichnung       | Beschreibung           | Standort                 | Kennzeichnung | Schutzstatus | Datum | Bild           |
| ----------------- | ---------------------- | ------------------------ | ------------- | ------------ | ----- | -------------- |
| Kirche St-Laurent | ab dem 12. Jahrhundert | Rue Saint-Laurent (Lage) | PA00078194    | Inscrit      | 1937  | weitere Bilder |

## Liste der Objekte
| Bezeichnung                                                   | Beschreibung | Standort                        | Kennzeichnung | Schutzstatus | Datum | Bild |
| ------------------------------------------------------------- | --- | ------------------------------- | ------------- | ------------ | ----- | ---- |
| Skulptur Madonna mit Kind                                     | Kalkstein, farbig gefasst, 14. Jahrhundert                                                                                       | in der Kirche St-Laurent (Lage) | PM10001642    | Classé       | 1913  |      |
| Skulptur Heiliger Laurentius                                  | Eichenholz, farbig gefasst, 16. oder 17. Jahrhundert                                                                             | in der Kirche St-Laurent (Lage) | PM10004704    | Inscrit      | 1981  |      |
| Skulptur Heilige Syra von Arcis-sur-Aube                      | Kalkstein, farbig gefasst, um 1540                                                                                               | in der Kirche St-Laurent (Lage) | PM10001644    | Classé       | 1913  |      |
| Sebastiansaltar                                               | rechter Seitenaltar; Retabel und Skulptur Heiliger Sebastian; Kalkstein, farbig gefasst und vergoldet, Ende des 16. Jahrhunderts | in der Kirche St-Laurent (Lage) | PM10001641    | Classé       | 1911  |      |
| Skulptur Unterweisung Mariens                                 | Kalkstein, farbig gefasst, 16. Jahrhundert                                                                                       | in der Kirche St-Laurent (Lage) | PM10001643    | Classé       | 1913  |      |
| Kanzel                                                        | Holz, Anfang des 16. Jahrhunderts                                                                                                | in der Kirche St-Laurent (Lage) | PM10001636    | Classé       | 1897  |      |
| Hauptaltar                                                    | Tabernakel mit drei Skulpturen; Holz, farbig gefasst und vergoldet, 17. Jahrhundert                                              | in der Kirche St-Laurent (Lage) | PM10001646    | Classé       | 1982  |      |
| Drei Skulpturen: Mater dolorosa, eine Heilige und ein Bischof | Holz, 15. Jahrhundert; vor 1959 verschwunden                                                                                     | in der Kirche St-Laurent (Lage) | PM10001638    | Classé       | 1911  |      |
| Kirchenfenster                                                | aus dem 16. Jahrhundert | in der Kirche St-Laurent (Lage) | PM10001645    | Classé       | 1913  |      |
| Kruzifix                                                      | Bronze, 15. Jahrhundert | in der Kirche St-Laurent (Lage) | PM10001637    | Classé       | 1911  |      |
| Skulptur Heiliger Antonius der Große                          | Holz, farbig gefasst, 16. Jahrhundert; vor 1959 verschwunden                                                                     | in der Kirche St-Laurent (Lage) | PM10001640    | Classé       | 1911  |      |
| Skulptur Heilige Margaretha                                   | Kalkstein, farbig gefasst, Mitte des 16. Jahrhunderts                                                                            | in der Kirche St-Laurent (Lage) | PM10001639    | Classé       | 1911  |      |